# モノーポリ
モノーポリ（イタリア語: Monopoli）は、イタリア共和国プッリャ州バーリ県にある都市で、その周辺地域を含む人口約49,000人の基礎自治体（コムーネ）。
古代にさかのぼる歴史を有する。

## 地理

### 位置・広がり
バーリ県東部に位置し、アドリア海に面する。

#### 隣接コムーネ
隣接するコムーネは以下の通り。括弧内のBRはブリンディジ県所属を示す。
- アルベロベッロ
- カステッラーナ・グロッテ
- ファザーノ (BR)
- ポリニャーノ・ア・マーレ

## 行政

### 分離集落
モノーポリには以下の分離集落（フラツィオーネ）がある。
- Assunta, Tavarello, Paglierici, Stomazzelli, Rizzitello, Chiesa dei Morti, Padre Sergio, S.Teresa, Macchia di Monte, Zingarello, Impalata, Cozzana, Gravina, Gorgofreddo, Lamalunga, S.Lucia, Antonelli, Corvino, Capitolo, Santo Stefano, Lamascrasciola, Barcato, S.Oceano, S. Vincenzo, Cristo Re

## 社会

### 経済
鉄道管理システムの開発企業メルメックは、当地に本社を置く。